# Zoo Palast

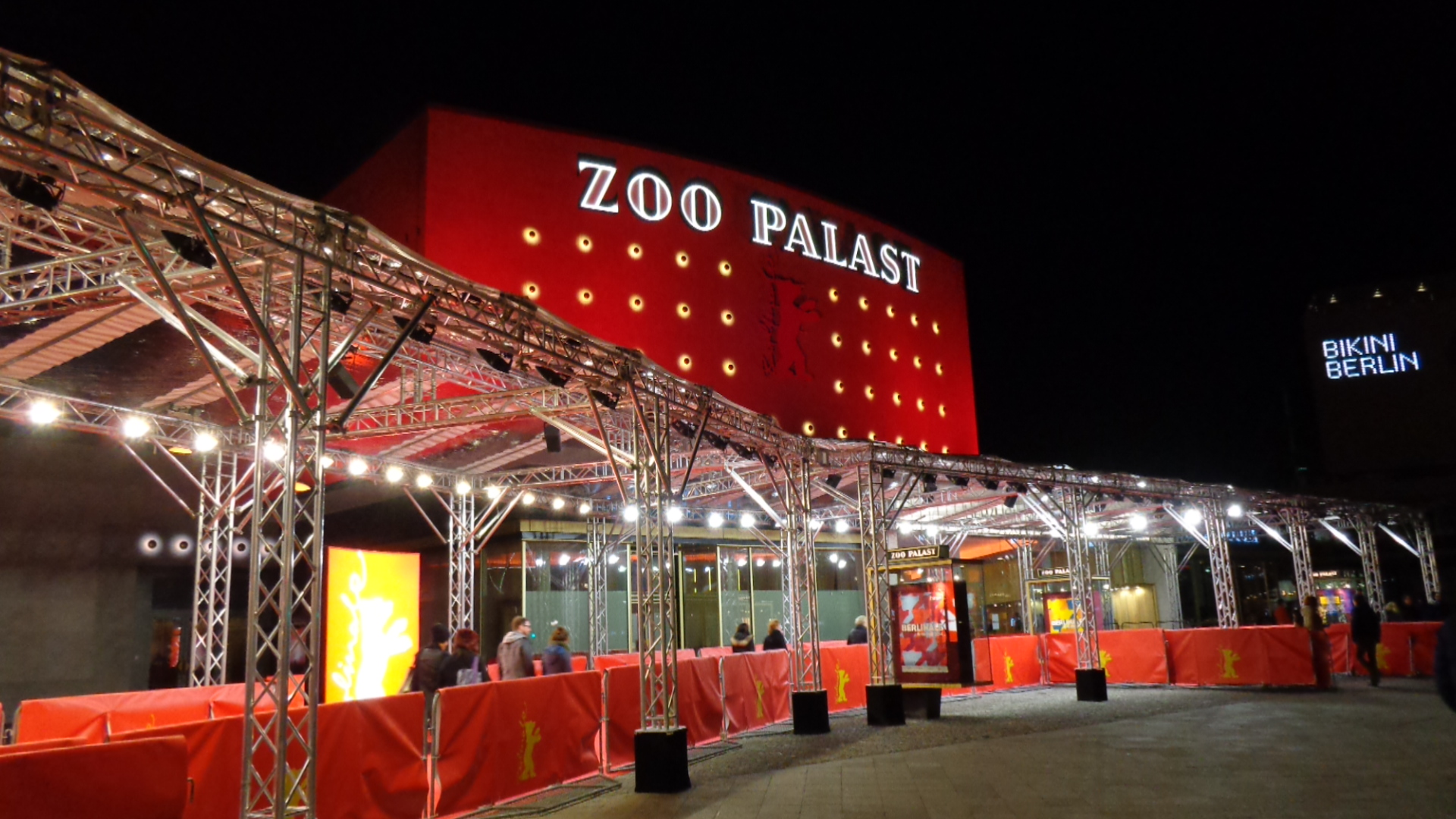
Biografen Zoo-Palast vid Filmfestivalen i Berlin 2014.

Zoo-Palast, biograf i centrala Berlin som ligger i anslutning till Zoologischer Garten.
Zoo-Palast var tidigare plats för Filmfestivalen i Berlin. 2000 flyttade Filmfestivalen i Berlin från Zoo-Palast till Potsdamer Platz.